# Juliana Barnes
Juliana Barnes (także: Bernes, ur. około 1388) – angielska pisarka, znawczyni łowiectwa i rybołówstwa, pierwsza kobieta, której prace opublikowano drukiem w języku angielskim i hipotetyczna autorka pierwszego traktatu wędkarskiego.
Pewne dane o jej życiu są niezwykle skąpe. Już w epoce średniowiecznej przyjęło się, że była zakonnicą i przeoryszą zakonu w Sopwell w dystrykcie St. Albans. Do zakonu wstąpić miała albo z uwagi na zawód miłosny albo na chęć uniknięcia pokus cielesnych. W opisach jej życia podkreślana jest inteligencja, uroda, a także szlacheckie pochodzenie. Według księdza Johna Pittsa, autora jej literackiego portretu, była równą mężczyźnie kobietą, Dianą w myślistwie, a urokami mogłaby się równać z Wenus. W domu studiowała sztukę polowań oraz podchodzenie dzikich ptaków, a wiedzę tę wprowadzała w życie w terenie, podczas łowów. Nie zaniedbywała również wędkarstwa, angażowała się w problemy oręża, napisała dużo o tym, co się tyczy heraldyki. Według Pittsa przezwyciężając swą płeć talentem, uporczywością i hartem ducha, można powiedzieć, iż przezwyciężyła również płeć męską. 
W 1486 został wydany drukiem traktat o myślistwie, który wraz z częścią o sokolnictwie i heraldyce, nazwano Księgą z St. Albans, gdyż strona tytułowa nie zachowała się. Do następnego wydania z 1496 (Drugiej księgi z St. Albans) dodano traktat o wędkarstwie (Treatyse of Fishing), również jej przypisywany, choć nie ma na to dowodów naukowych, a dzieło różni się od pozostałych stylem pisarskim. Traktat o wędkarstwie jest jednym z najważniejszych lub najważniejszym dziełem o wędkarstwie epoki średniowiecza. Do ukazania się The Compleat Angler autorstwa Izaaka Waltona (1653), określał podstawy techniki wędkarskiej, a także zagadnienia sprzętowe i przynętowe.
International Game Fish Association (organizacja wędkarska rejestrująca rekordy świata) przyznała jej w 1988 miejsce w Salonie Chwały (Hall of Fame) tego związku. 